# Bernardo de Puigcercós
Bernardo de Puigcercós (em catalão: Bernat de Puigcercós; m. Girona, 1342) foi um frade dominicano que viveu no século XIV. Foi inquisidor geral da Coroa de Aragão.

## Obra
Ele escreveu pequeno tratado em latim chamado Quaestio disputata de licitudine contractus emptionis et venditionis censualis cum conditione revenditionis (Questão disputada sobre a legalidade do contrato de compra e venda dos censais com condição de revenda). Foi transcrito e publicado por José Fernando e Delgado. O texto que foi utilizado foi pego do manuscrito nº 42 do Mosteiro de São Cucufate, que se pode encontrar no Arquivo da Coroa de Aragão. Esta obra teve influência decisiva na opinião de Francisco Eiximenis a favor da legalidade dos censais (censals) e violários (violaris) no seu Tractat d'usura.